# Тинијан
Тинијан (енгл. Tinian) је острво у саставу америчке прекоморске територије Северна Маријанска острва, у Тихом океану. Површина острва износи 102 km². Према попису из 2000. на острву је живело 3540 становника.